# マグソクワガタ
マグソクワガタ(Nicagus japonicus)は、節足動物門昆虫綱鞘翅目クワガタムシ科に属するクワガタムシの一種。

## 特徴
体長1cm以下の小型のクワガタムシだが、一見するとクワガタムシとは思えない茶色いコガネムシにしか見えず、クワガタムシ最大の特徴である大顎も殆ど発達しない姿から、最初はクワガタムシ科として記載されたものの、その後コガネムシ科のグループのコブスジコガネ科に分類されていた。
しかし、幼虫の姿と肛門の形状がクワガタムシ科の特徴の縦割れ（コガネムシ類は横割れ）となっている事や、串状触角の先端がコガネムシのような左右に開閉する機能が無い事に加え、脚部形状もクワガタムシ類に近くなっている事で、ふたたびクワガタムシ科に分類された。また、ミトコンドリアDNAによる系統解析でもクワガタムシ科に含まれることが示されている。
大顎が発達しない他にも、他の多くのクワガタムシとは違う特徴として、メスがオスよりも大きく（オスが6-8mm　メスが8-9mm）、メスはオスよりも体色が赤、もしくは黒っぽい上に、触角が小さく、前脚の符節もオスに比べてやや短く、脚部分もオスより太い。

## 分布
日本 では関西以北の地域に広く生息しているが、生息場所は砂州があり、上流域のブナなどの流木が多く打ち上げられた広い河川域に限定されており、そうした生息域の川が河川改修等によって減った為に、地域によっては絶滅、もしくは絶滅危惧種扱いになっている。
北海道や東北では比較的見られる地域もあるが、局地的である。

### 保全状況
日本のレッドデータ検索システムによる
- 山形県 　準絶滅危惧種(NT)
- 埼玉県 　情報不足（DD）
- 福井県 　要注目
- 長野県 　絶滅危惧Ⅱ類（VU）
- 三重県 　絶滅危惧IB類
- 京都府 　絶滅寸前種
- 兵庫県 　要調査
- 奈良県 　注目種

## 生態
幼虫は砂州や川岸の腐朽の進んだ倒木や朽ち木の中に住み、それを食べて成長する。
成虫の発生シーズンは5、6月に限定されており、晴天の日には生息域によっては、多産して飛翔するケースも見られる。オスは発生地域から飛翔して、メスを探す。メスも飛翔はするもののオスよりは飛ばず、オスが来るのを待っている事も多い。
オスと交尾した後、メスは川岸や砂州の中に埋まった倒木や朽ち木に産卵し、野外では後食する事なく、そのまま一生を終える。